# EPIC 202089657
EPIC 202089657 — одиночная звезда в созвездии Близнецов на расстоянии приблизительно 1290 световых лет (около 396 парсек) от Солнца. Видимая звёздная величина звезды — +11,09m.

## Характеристики
EPIC 202089657 — жёлто-белая звезда спектрального класса F5, или G5V. Радиус — около 1,54 солнечных, светимость — около 2,85 солнечных. Эффективная температура — около 6303 K.

## Планетная система
В 2018 году командой астрономов, работающих с фотометрическими данными в рамках проекта Kepler-K2, было объявлено об открытии кандидата в планеты EPIC 202089657.01.